# Lokoja
Lokoja is een stad en een Local Government Area (LGA) in Nigeria en is de hoofdplaats van de staat Kogi.
Lokoja telde in 2006 196.643 inwoners. In 2016 was dat naar schatting 265.400 inwoners. De bevolking is etnisch divers en bestaat onder andere uit Oworo, Nupe, Igbirra, Hausa en Igala-lay
De stad ligt aan de samenvloeiing van de Benue en de Niger.

## Geschiedenis
De moderne stad werd gesticht door William Balfour Baikie, al was de streek al bewoond voor de komst van de Britten. Lokoja was al voor de komst van de Britten een centrum voor de handel in landbouwproducten en slaven. De anglicaanse inlandse bisschop Samuel Ajayi Crowther en zijn anti-slavernijcampagne waren er actief en bevrijde slaven vestigden zich in de stad. Onder de Britten was Lokoja hoofdstad van het Protectoraat Noord-Nigeria alvorens in 1914 de kolonie Nigeria werd opgericht. Ook daarna bleef het een belangrijk administratief centrum voor de Britten; gouverneur-generaal Fredrick Lugard had er zijn residentie. Lokoja werd een industrieel centrum met een staal- en een cementfabriek.

## Religie
Lokoja is de zetel van een rooms-katholiek bisdom.